# Kuju Entertainment
Kuju Entertainment — международная компания-разработчик видеоигр. Основана в 1998 году в Шелфорде, Суррей, Соединённое Королевство. Образовалась после выкупа контрольного пакета акций Simis из Eidos Interactive.
Название «kuju» образовалось от первых букв имен основателей компании: Ian Baverstock и Jonathan Newth. В английском алфавите это девятая и десятая буквы соответственно. По-японски 9 будет «ku», а 10 — «ju». В результате получается «kuju».

## История
В 1998 году Ян Баверсток и Джонатан Ньют управляли Simis, собственной студией по разработке, принадлежащей Eidos. В том же году Ян и Джонатан возглавили выкуп руководства студией от Eidos Interactive, создав Kuju Ltd. Их первой игрой стал Tank Racer — 3D-экшн для ПК, PlayStation и Mobile.
К 2001 году в Куджу была задействована команда из 80 разработчиков в трех отделениях Великобритании в Лондоне, Суррее и Брайтоне. Их самым известным проектом в то время был Microsoft Train Simulator.
В 2002 году Куджо разместился на рынке альтернативных инвестиций (AIM) Лондонской фондовой биржи. Вскоре после этого компания подписала свою первую игру с THQ на основе франшизы Games Workshop — Warhammer 40,000: Fire Warrior. В последующие годы между 2002 и 2007 годами в Куджу были разработаны титулы, в том числе игры SingStar и франшиза войн батальона.
В 2007 году компания Kuju Ltd. была приобретена немецкой медиа-инвестиционной фирмой Catalis SE. Вскоре после этого Куджу Брайтон был переименован в Zoë Mode, а в 2008 году Куджо-Лондонский ребрендировал в игры Headstrong.
В 2010 году Headstrong Games завершили разработку Академии искусств для консоли Nintendo DS.
В 2012 году Доминик Уитли из Domark был назначен генеральным директором.

## Игры
- Microsoft Train Simulator (2001)
- Lotus Challenge (2001)
- Reign of Fire (2002)
- Fire Blade (2002)
- SingStar (с SCE London Studio, 2002)
- Warhammer 40,000: Fire Warrior (2003)
- Eyetoy Play: Play (2003)
- Crescent Suzuki Racing: Superbikes and Super Sidecars (2004)
- GT-R 400 (2004)
- Crash Twinsanity 3D (2004)
- Battalion Wars (2005)
- EyeToy: Play 3 (2005)
- The Regiment
- Sensible Soccer 2006 (2006)
- EyeToy Play Sports (2006)
- Pilot Down — Behind Enemy Lines (2006)
- SingStar Rocks! (2006)
- Crush (2007)
- Geometry Wars: Galaxies (с Bizarre Creations, 2007)
- Battalion Wars 2 (2007)
- Nucleus (2007)
- Dancing with the Stars (2007)
- Sensible World of Soccer (версия для Xbox Live Arcade, 2007)
- EyeCreate (2007)
- EyeToy: Play Astro Zoo (2007)
- SingStar Pop Hits (2007)
- EyeToy Play: Hero (2008)
- Rock Revolution (2008—2009)
- You’re in the Movies (2008—2009)
- The House of the Dead: Overkill (2009)
- Disney Sing It! (2008)
- Rail Simulator (2007, в 2009 переименована вRailworks)
- Art Academy (2009—2010)
- The Lord of the Rings: Aragorn's Quest (2010)
- Chime (2010)
- Disney Sing It: Family Hits (2010)
- Grease: The Game (2010)
- Chime: Super Deluxe (2011)
- Grease Dance (2011)
- Zumba Fitness 2 (2011)
- Rush 'N Attack: Ex-Patriot (2011)
- Silent Hill: Downpour (2012)
- Top Gun: Hard Lock (2012)
- Haunt (2012)
- Crush3D (2012)
- New Art Academy (2012)
- Zumba Fitness Rush (2012)
- Zumba Fitness Core (2012)
- Rabbids Rumble (2012)
- Zumba Fitness: World Party (2013)
- Art Academy: SketchPad (2013)
- Zumba Kids (2013)
- Powerstar Golf (2013)
- Pokémon Art Academy (2014)
- The Voice: I Want You (2014)
- Risk (2014)
- Crack attack (2015)
- Guitar Hero Live (2015)
- Art Academy; Atelier (2015)
- Disney Art Academy (2016)
- Marvel: Ultimate Alliance (2016)
- Marvel: Ultimate Alliance 2 (2016)
- Risk: Urban Assault (2016)
- Chainsmokers Paris VR (2017)